# Occam borotvája

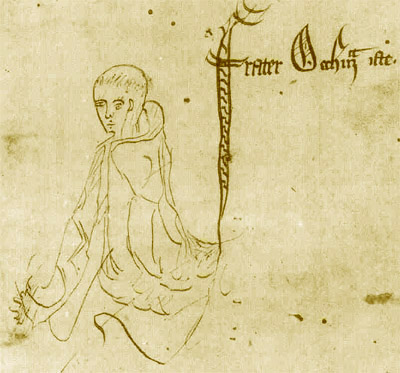
Rajz Occam Summa logicae című művének egyik korai kódexéből

Occam borotvája (olykor Ockham borotvája alakban) filozófiai elv, amely szerint két, az adott jelenséget egyformán jól leíró magyarázat közül azt érdemes választani, amelyik az egyszerűbb. Első megfogalmazója William Ockham, a 14. században élt angol filozófus, ferences rendi szerzetes.

| „               | Borotvával hasítsuk ketté a szükségtelen hipotéziseket! | ” |
| – William Occam |                                                         |   |

(Tulajdonképpen inkább úgy kéne mondani, hogy „Borotváljuk le a szükségtelen részleteket!”)
A tétel kimondja, hogy egy jelenség magyarázatának minél kevesebb feltételezést kell magában foglalnia, kizárva azokat, melyek nem változtatnak a magyarázó elmélet valószínűsíthető végkimenetelén. Ez az elv, melyet latinul „lex parsimoniae”-nek (a „takarékosság elve” vagy „tömörség elve”) neveznek, a következőképpen hangzik:
„Pluralitas non est ponenda sine necessitate”
magyarul:
- „A sokaság szükségtelenül nem tételezendő”
„Csak szükség esetén posztulálj sokféleséget”
„A többletet nem kell bevezetni szükségtelenül”

Ezt általában úgy fogalmazzák át, hogy „ha egy jelenségre két magyarázat lehetséges, akkor az egyszerűbb magyarázatot fogadjuk el”, vagy „általában az egyszerűbb megoldás a helyes”. Minden, a dolog magyarázatához nem szükséges ok fölösleges, és ennélfogva elvetendő.
A tétel lényege az, hogy ha van két elmélet, amely ugyanazt a tényt magyarázza, akkor azt kell választani, mely a kevesebb (tudományosan nem bizonyítható) feltételezést tartalmazza, vagyis a legkevesebb hipotézisre épít. Occam jól láthatóan az empirikus megfigyelés és általában a „tudományos módszer” elsődlegességére épített.
A tétel ebben a formájában ugyan csak valószínűsíti, hogy két állítás közül melyik az igaz, de van olyan olvasata is, amelyik a mai értelemben vett tudományos gondolkodásnak is megfelel. Ez pedig az, hogy amennyiben egy jelenségre két magyarázat is adódik, akkor a jelenség maga nem igazolja a bonyolultabb magyarázat többletfeltételezéseit. Klasszikus példa, hogy ha egy élőlény valamely cselekedete magyarázható ösztöncselekvésként és értelmes cselekvésként is, akkor ez a cselekedet nem igazolja, hogy értelmes lénnyel állunk szemben. 
A párhuzamos programozáshoz használt Occam programnyelvet erről nevezték el. Tulajdonságai nagyjából úgy jellemezhetők, hogy a magyar nyelvben például az sz + sz helyett ssz használatát egyszerűsítő írásmódnak nevezik, pedig nem egyszerűsít, csak rövidít, és plusz egy szabály van, így bonyolít, ami az egyszerűsítésnek pont ellentéte. Viszont míg a magyar nyelvben az ssz valóban nem egyszerűsít, az Occamban a nyelvtan rövid, letisztult, egyszerű, könnyen tanulható, programozni benne viszont lehetne sokkal könnyebb is, ehhez viszont többet tudó, így összetettebb nyelvtan kellene.

## Kapcsolódó szócikk
- Tudományos forradalom